# Olympische Sommerspiele 1960/Boxen
Bei den XVII. Olympischen Sommerspielen 1960 in Rom fanden zehn Wettbewerbe im Boxen statt. Austragungsort war der Palazzo dello Sport im Stadtteil EUR, die Halle hatte ein Fassungsvermögen von 15.000 Zuschauern.

## Bilanz

### Medaillenspiegel
| Platz | Land                          | Gold | Silber | Bronze | Gesamt |
| ----- | ----------------------------- | ---- | ------ | ------ | ------ |
| 1     | Italien                       | 3    | 3      | 1      | 7      |
| 2     | Vereinigte Staaten            | 3    | –      | 1      | 4      |
| 3     | Polen                         | 1    | 3      | 3      | 7      |
| 4     | Sowjetunion                   | 1    | 2      | 2      | 5      |
| 5     | Tschechoslowakei              | 1    | –      | 1      | 2      |
| 6     | Ungarn                        | 1    | –      | –      | 1      |
| 7     | Südafrikanische Union         | –    | 1      | 1      | 2      |
| 8     | Ghana                         | –    | 1      | –      | 1      |
| 9     | Großbritannien                | –    | –      | 3      | 3      |
| 10    | Australien                    | –    | –      | 2      | 2      |
| 11    | Argentinien                   | –    | –      | 1      | 1      |
| 11    | Deutschland                   | –    | –      | 1      | 1      |
| 11    | Finnland                      | –    | –      | 1      | 1      |
| 11    | Japan                         | –    | –      | 1      | 1      |
| 11    | Rumänien                      | –    | –      | 1      | 1      |
| 11    | Vereinigte Arabische Republik | –    | –      | 1      | 1      |

### Medaillengewinner
| Konkurrenz        | Gold               | Silber                 | Bronze                               |
| ----------------- | ------------------ | ---------------------- | ------------------------------------ |
| Fliegengewicht    | Gyula Török        | Sergei Siwko           | Abdelmoneim El-Guindi Kiyoshi Tanabe |
| Bantamgewicht     | Oleg Grigorjew     | Primo Zamparini        | Brunon Bendig Oliver Taylor          |
| Federgewicht      | Francesco Musso    | Jerzy Adamski          | Jorma Limmonen William Meyers        |
| Leichtgewicht     | Kazimierz Paździor | Sandro Lopopolo        | Abel Laudonio Richard McTaggart      |
| Halbweltergewicht | Bohumil Němeček    | Clement Quartey        | Quincey Daniels Marian Kasprzyk      |
| Weltergewicht     | Nino Benvenuti     | Juri Radonjak          | Leszek Drogosz James Lloyd           |
| Halbmittelgewicht | Wilbert McClure    | Carmelo Bossi          | William Fisher Boris Lagutin         |
| Mittelgewicht     | Edward Crook       | Tadeusz Walasek        | Jewgeni Feofanow Ion Monea           |
| Halbschwergewicht | Cassius Clay       | Zbigniew Pietrzykowski | Anthony Madigan Giulio Saraudi       |
| Schwergewicht     | Franco De Piccoli  | Daan Bekker            | Josef Němec Günter Siegmund          |

## Ergebnisse

### Fliegengewicht (bis 51 kg)
| Platz | Land | Sportler              |
| ----- | ---- | --------------------- |
| 1     | HUN  | Gyula Török           |
| 2     | URS  | Sergei Siwko          |
| 3     | VAR  | Abdelmoneim El-Guindi |
| 3     | JPN  | Kiyoshi Tanabe        |
| 5     | USA  | Humberto Barrera      |
| 5     | ARG  | Miguel Ángel Botta    |
| 5     | ROM  | Mircea Dobrescu       |
| 5     | EUA  | Manfred Homberg       |
| 9     | SUI  | Paul Chervet          |
|       |      |                       |
| 17    | LUX  | Robert Rausch         |

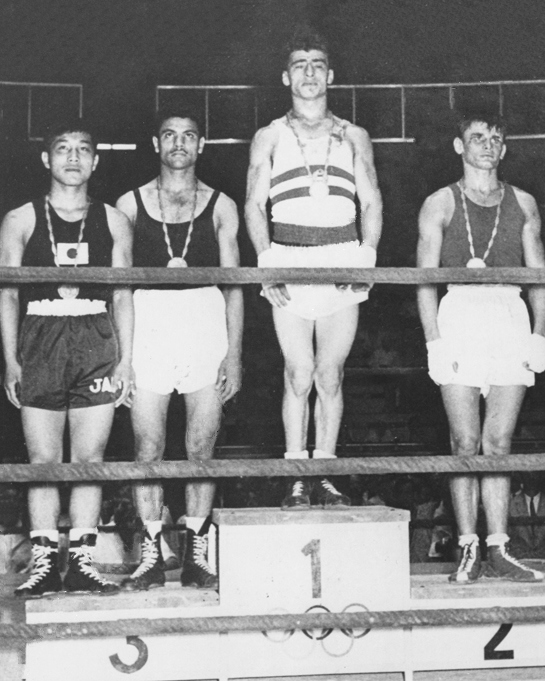
Siegerehrung (v. l.: Tanabe, El-Guindi, Török, Siwko)

Datum: 25. August bis 5. September 1960

33 Teilnehmer aus 33 Ländern

### Bantamgewicht (bis 54 kg)
| Platz | Land | Sportler        |
| ----- | ---- | --------------- |
| 1     | URS  | Oleg Grigorjew  |
| 2     | ITA  | Primo Zamparini |
| 3     | POL  | Brunon Bendig   |
| 3     | AUS  | Oliver Taylor   |
| 5     | USA  | Jerry Armstrong |
| 5     | ESP  | Alfonso Carbajo |
| 5     | BIR  | Thein Myint     |
| 5     | EUA  | Horst Rascher   |
| 9     | AUT  | Peter Weiss     |
|       |      |                 |
| 17    | SUI  | Emile Anner     |
| 17    | LUX  | Charles Reiff   |

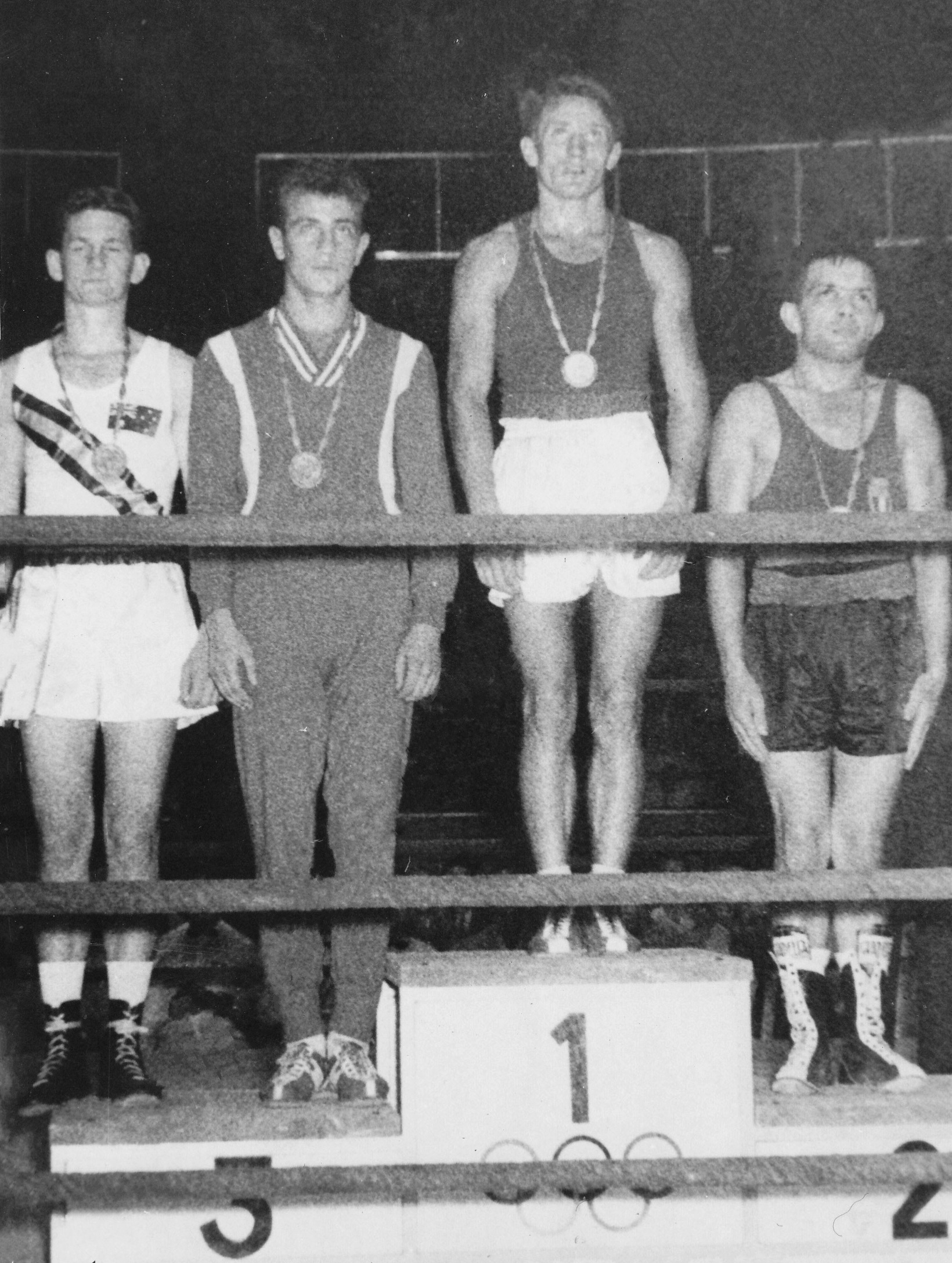
Siegerehrung (v. l.: Taylor, Bendig, Grigorjew, Zamparini)

Datum: 25. August bis 5. September 1960

32 Teilnehmer aus 32 Ländern

### Federgewicht (bis 57 kg)
| Platz | Land | Sportler             |
| ----- | ---- | -------------------- |
| 1     | ITA  | Francesco Musso      |
| 2     | POL  | Jerzy Adamski        |
| 3     | FIN  | Jorma Limmonen       |
| 3     | SAF  | William Meyers       |
| 5     | RHO  | Abe Bekker           |
| 5     | SUI  | Ernst Chervet        |
| 5     | ROM  | Constantin Gheorghiu |
| 5     | URS  | Boris Nikonorow      |
| 9     | EUA  | Werner Kirsch        |

Datum: 25. August bis 5. September 1960

31 Teilnehmer aus 31 Ländern

### Leichtgewicht (bis 60 kg)
| Platz | Land | Sportler            |
| ----- | ---- | ------------------- |
| 1     | POL  | Kazimierz Paździor  |
| 2     | ITA  | Sandro Lopopolo     |
| 3     | ARG  | Abel Laudonio       |
| 3     | GBR  | Richard McTaggart   |
| 5     | URS  | Wilikton Barannikow |
| 5     | USA  | Harry Campbell      |
| 5     | HUN  | Ferenc Kellner      |
| 5     | VAR  | Salah Shokweir      |
| 9     | EUA  | Harry Lempio        |
|       |      |                     |
| 17    | AUT  | Josef Grumser       |

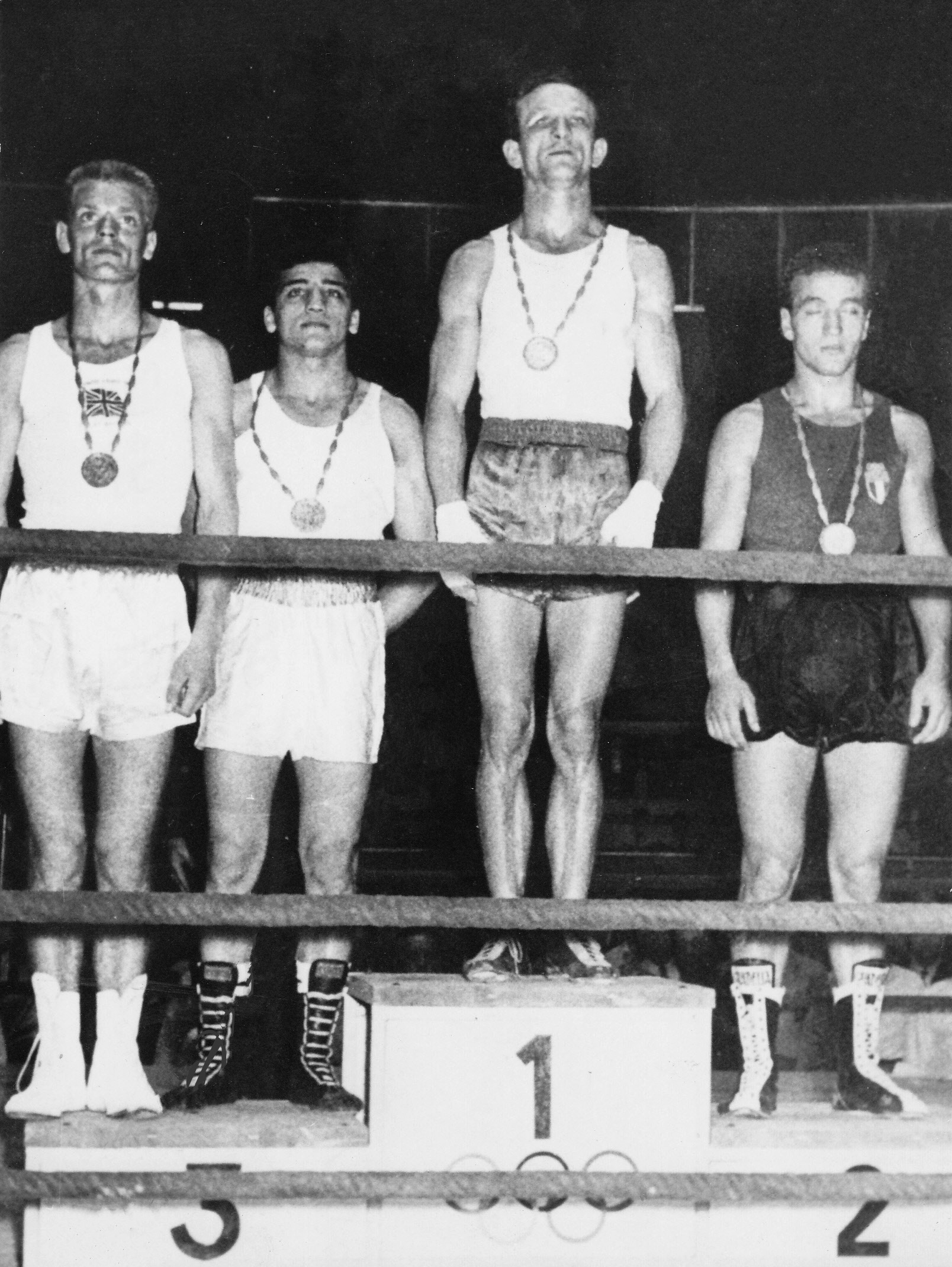
Siegerehrung (v. l.: McTaggart, Laudonio, Paździor, Lopopolo)

Datum: 25. August bis 5. September 1960

34 Teilnehmer aus 34 Ländern

### Halbweltergewicht (bis 63,5 kg)
| Platz | Land | Sportler            |
| ----- | ---- | ------------------- |
| 1     | TCH  | Bohumil Němeček     |
| 2     | GHA  | Clement Quartey     |
| 3     | USA  | Quincey Daniels     |
| 3     | POL  | Marian Kasprzyk     |
| 5     | ITA  | Piero Brandi        |
| 5     | VAR  | Sayed El-Nahas      |
| 5     | URS  | Wladimir Engibarjan |
| 5     | KOR  | Kim Deuk-bong       |
|       |      |                     |
| 17    | EUA  | Werner Busse        |
| 17    | AUT  | Rupert König        |
| 33    | LUX  | François Sowa       |

Datum: 25. August bis 5. September 1960

34 Teilnehmer aus 34 Ländern

### Weltergewicht (bis 67 kg)
| Platz | Land | Sportler         |
| ----- | ---- | ---------------- |
| 1     | ITA  | Nino Benvenuti   |
| 2     | URS  | Juri Radonjak    |
| 3     | POL  | Leszek Drogosz   |
| 3     | GBR  | James Lloyd      |
| 5     | USA  | Phil Baldwin     |
| 5     | BUL  | Schischman Mizew |
| 5     | SAF  | Henry Loubscher  |
| 5     | ESP  | Andrés Navarro   |
| 9     | SUI  | Max Meier        |
|       |      |                  |
| 17    | LUX  | René Grün        |
| 17    | EUA  | Bruno Guse       |

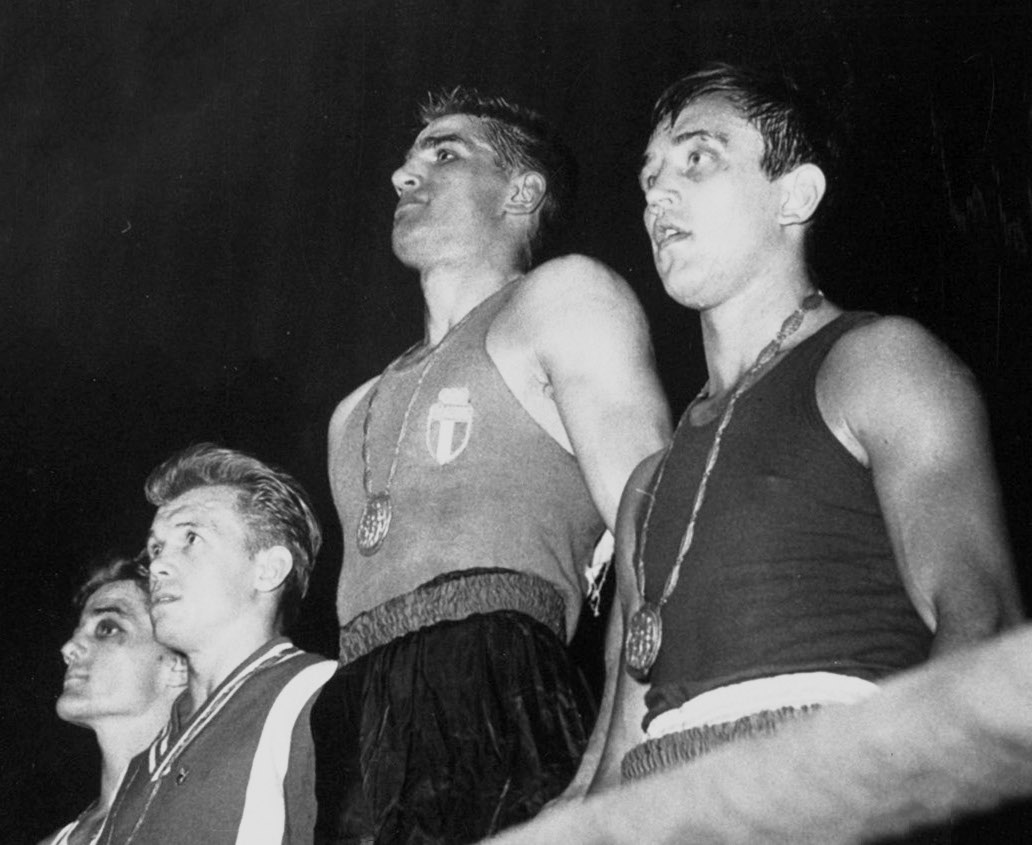
Medaillengewinner (v. l.: Lloyd, Drogosz, Benvenuti, Radonjak)

Datum: 25. August bis 5. September 1960

33 Teilnehmer aus 33 Ländern

### Halbmittelgewicht (bis 71 kg)
| Platz | Land | Sportler          |
| ----- | ---- | ----------------- |
| 1     | USA  | Wilbert McClure   |
| 2     | ITA  | Carmelo Bossi     |
| 3     | GBR  | William Fisher    |
| 3     | URS  | Boris Lagutin     |
| 5     | AUS  | John Bukowski     |
| 5     | POL  | Henryk Dampc      |
| 5     | FRA  | Souleymane Diallo |
| 5     | ARG  | Celedonio Lima    |
|       |      |                   |
| 17    | EUA  | Rolf Caroli       |

Datum: 25. August bis 5. September 1960

23 Teilnehmer aus 23 Ländern

### Mittelgewicht (bis 75 kg)
| Platz | Land | Sportler         |
| ----- | ---- | ---------------- |
| 1     | USA  | Edward Crook     |
| 2     | POL  | Tadeusz Walasek  |
| 3     | URS  | Jewgeni Feofanow |
| 3     | ROM  | Ion Monea        |
| 5     | SUI  | Hans Büchi       |
| 5     | ROC  | Chang Lo-pu      |
| 5     | ITA  | Luigi Napoleoni  |
| 5     | SAF  | Frik van Rooyen  |
|       |      |                  |
| 17    | EUA  | Eberhard Radzik  |
| 17    | AUT  | Egon Rusch       |

Datum: 25. August bis 5. September 1960

25 Teilnehmer aus 25 Ländern

### Halbschwergewicht (bis 81 kg)
| Platz | Land | Sportler               |
| ----- | ---- | ---------------------- |
| 1     | USA  | Cassius Clay           |
| 2     | POL  | Zbigniew Pietrzykowski |
| 3     | AUS  | Anthony Madigan        |
| 3     | ITA  | Giulio Saraudi         |
| 5     | ARG  | Rafael Gargiulo        |
| 5     | ROM  | Gheorghe Negrea        |
| 5     | URS  | Gennadi Schatkow       |
| 5     | BUL  | Petar Spassow          |
| 9     | LUX  | Ray Cillien            |
| 9     | EUA  | Emil Willer            |

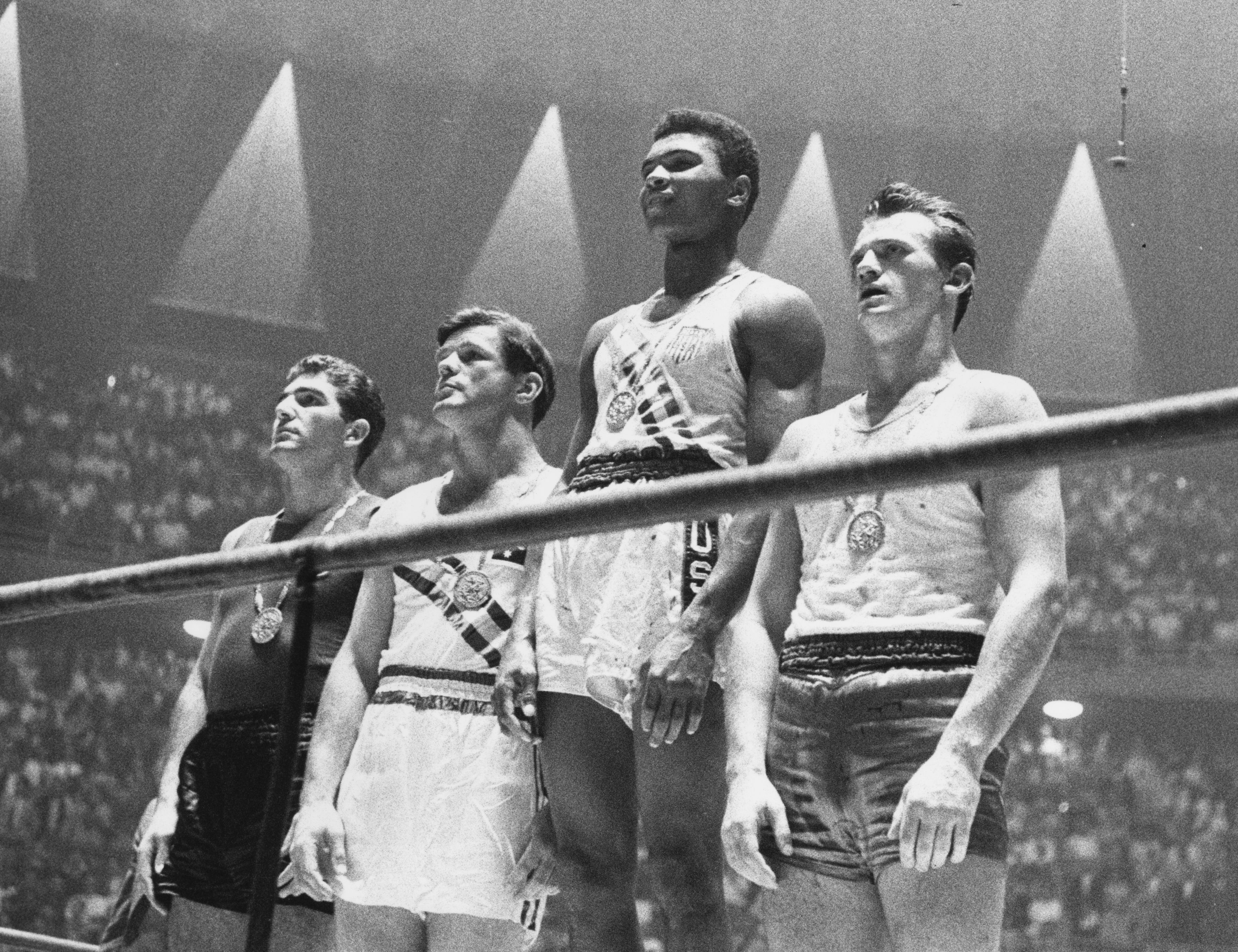
Siegerehrung (v. l.: Saraudi, Madigan, Clay, Pietrzykowski)

Datum: 25. August bis 5. September 1960

19 Teilnehmer aus 19 Ländern

### Schwergewicht (über 81 kg)
| Platz | Land | Sportler          |
| ----- | ---- | ----------------- |
| 1     | ITA  | Franco De Piccoli |
| 2     | SAF  | Daan Bekker       |
| 3     | TCH  | Josef Němec       |
| 3     | EUA  | Günter Siegmund   |
| 5     | URS  | Andrei Abramow    |
| 5     | ROM  | Vasile Mariuțan   |
| 5     | YUG  | Obrad Sretenović  |
| 5     | GBR  | David Thomas      |
| 9     | SUI  | Max Bösiger       |

Datum: 25. August bis 5. September 1960

17 Teilnehmer aus 17 Ländern